# Экотон
Экотон (от англ. Ecotone) — переходная зона между двумя растительными сообществами, где они встречаются и взаимодействуют.

## Термин

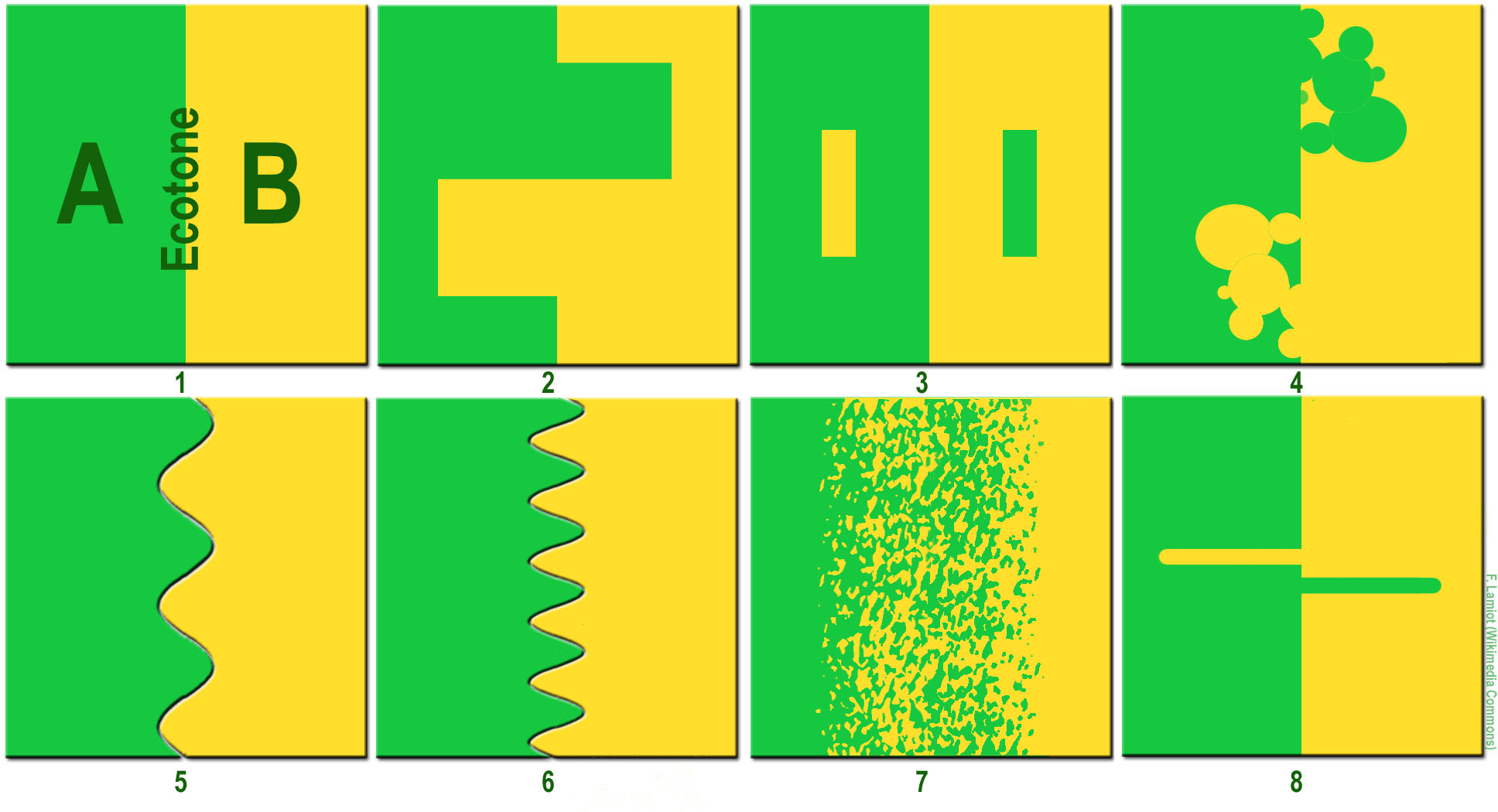
На рис. 1 и 2 показаны простые экотоны с равными гомогенными поверхностями в обоих случаях. Рис. 3 и осложнённый пример на рис. 4 показывают вторжение одних биоценозов к другим, что создаёт много экотонов. Рис. 5 и 6 показывают окраину леса или берег; вариант рассматривается таким образом, чтобы значительно увеличить экотон без чрезмерного изменения окружающей среды. Рис. 7 показывает взаимное массированное проникновение двух биоценозов (как пример — то, что происходит на опушке). На рис. 8 показан экотон, который может быть создан животными, значительно модифицирующими окружающую среду

Термин «экотон» введён в научную литературу в первой половине XIX века для определения переходных территорий (зон) между биомами (тундра — хвойные леса), а также для верхней границы леса в горах. Впоследствии, с развитием экологии и фитоценологии, понятие экотона сузилось до территории стыка или зон резкого перехода между двумя и более различными экологическими видами.

### В экологии
«Экологическое» определение экотона (Одум, 1975):

«…Экотон представляет собой переход между двумя и более различными группировками (физиономично заметными), например, между лесом и лугом или между мягким и твердым грунтом морских биоценозов. Это пограничная зона, или зона напряжения, которая может иметь значительную линейную протяженность, но всегда бывает узкой от территорий самих соседних группировок». 
Роль экотонных участков в сохранении биоразнообразия постоянно возрастает по мере усиления антропогенного воздействия на природные экосистемы. Так, хорошо известно, что плотность населения певчих птиц выше на территориях хуторов, усадеб и других подобных мест, которые состоят из мозаичных местообитаний, что существенно увеличивает протяжённость «границ» по сравнению с более гомогенными участками леса или луга.

### В ландшафтоведении
«Ландшафтное» определение экотон (Коломыц, 1987, с. 12.):

«…Ландшафт-экотоном является группировка природно-территориальных комплексов как относительно однородных на данном иерархическом уровне географических образований, функционально взаимосвязанных и пространственно упорядоченных соответствующими геопотоками». 

## Описание
В качестве экотона может рассматриваться и урочище (как сопряжённая система ландшафтных фаций, подчинённых чередованию форм микрорельефа), и большая континентальная зона, имеющая ранг ландшафтного сектора материка (преимущественно биоклиматические естественно территориальные образования, непосредственно связанные с зональностью как универсальным проявлением пространственной организации биосферы). В последнем случае в качестве примера можно указать на трансконтинентальный бореальный экотон (Коломыц, 1994) — систему зональных границ, разделяющих бореальный пояс (преимущественно таёжно-лесной) и суббореальный (лесостепной и степной). Этот экотон обусловлен важным климатическим рубежом — «переходом соотношения тепла и влаги через 1». Подробный анализ структуры экосистем этого объекта и прогноз изменения ландшафтных границ бореального экотона Волжского бассейна при глобальных изменениях климата выполнен в специальной работе «Экология ландшафтов Волжского бассейна в системе глобальных изменений климата (прогнозный Атлас-монография)», изданной в Институте экологии Волжского бассейна РАН в 1995 году.
Как «экотон во времени» можно рассматривать и сукцессионные стадии, когда одновременно функционируют старый (сменяется) и новый (возникает) наборы видов; с этих позиций находит объяснение эффект снижения биологического разнообразия в климаксовых сообществах по сравнению с более ранними сукцессионными стадиями.
Ю. Одум (1975) подчёркивал, что увеличение плотности населения организмов в экотоне — явление не универсальное («безразличие» к экотону демонстрируют некоторые виды охотничье-промысловых животных, лани и куропатки уменьшают плотность деревьев на опушках, «эффект Ремане» и др.).

## Свойства экотона
Экотоны, как реальные дискретные структурные единицы растительного покрова, имеют специфические свойства — в их пределах могут формироваться особые, часто со сложной мозаичной экологической структурой, типами местообитания. Эти особенности определяют формирование соответствующих следующим условиям видовых комплексов и группировок, состоящих из экологически отличных популяций различных видов, происходящих преимущественно (но не обязательно) из смежных фитоценозов.
В экотоне может проходить экологическая граница популяции, изменения параметров которой в этих условиях, в том числе размещение, плотность и т. д., можно использовать при определении объёмов популяций.

## Характеристики экотона
Экотону присущ высокий уровень биологического разнообразия, особенно если он занимает значительные площади и достаточно стабилен в течение длительных промежутков времени, объясняют это так называемым явлением экотонного эффекта — повышением видовой насыщенности в результате пересечения экологических амплитуд видов различных экологических и систематических групп. Наиболее отчётливо экотонный эффект проявляется между экологически контрастными заселениями: чем различнее условия заселений фитоценозов, тем более разнятся композиции видов экотона.